# Numéro deux (Battlestar Galactica)
Pour les articles homonymes, voir Numéro deux.
Numéro deux (ou Numéro 2) est une référence à un modèle de personnages fictifs de la série télévisée Battlestar Galactica, interprétés par Callum Keith Rennie. Il leur est souvent fait référence en tant que Leoben Conoy, d'après le nom du premier exemplaire connu.
Leoben Conoy est un agent cylon rencontré pour la première fois dans la station Ragnar. Il prétend être un prophète avec une certaine prédilection pour un dogme illuminé et religieux monothéiste, alors qu'il a tendance à semer le doute ou la désinformation, tissant des mensonges reprenant la vérité et sa foi.

## La copie de laStation Ragnar
Le spectateur rencontre pour la première fois le personnage de Conoy sur la station Ragnar, où il se fait passer pour un revendeur d'armes. Il semble qu'on lui ait assigné la surveillance de cette station-dépôt lorsque la guerre a commencé, le chargeant de récupérer des informations sur les vaisseaux de guerre spatiaux qui la visitent. Sa mission est peut-être aussi de voler ou détruire les munitions (voire la station elle-même) afin que les Coloniaux ne puissent utiliser ses ressources.
Conoy est gravement touché par la radioactivité qui règne sur Ragnar, probablement parce qu'il s'y trouvait depuis un certain temps lorsqu'arrive le Galactica.
Il se retrouve piégé sur la station avec le commandant Adama après l'explosion accidentelle d'une ogive. Il se présente comme une sorte de philosophe mais ne tarde pas à se trahir dans la conversation avec Adama alors qu'ils sont à la recherche d'une issue. Soupçonnant Conoy et voyant que celui-ci va mourir, Adama le provoque et apprend que les Cylons peuvent transférer leur conscience vers un autre corps après leur mort. Mais cette copie de Leoben ne pourra pas le faire car elle est trop endommagée par les radiations.
Une bagarre s'ensuit, au cours de laquelle Leoben montre une force et une vitesse extraordinaires. Adama parvient à le tuer en lui coinçant la tête à l'aide d'un tuyau de ventilation et en lui fracassant le crâne à coups de lampe-torche. Il porte ensuite le corps de Leoben jusqu'au Galactica afin de procéder à l'autopsie. La découverte de matières synthétiques dans le corps apportent la preuve à Adama, au Colonel Tigh et au Docteur Gaïus Baltar que les Cylons peuvent prendre une apparence humaine. (mini-série)
Le corps est par la suite entreposé dans la morgue du vaisseau. (De Chair et de sang)
Plus tard, trois copies de Leoben participent au sauvetage de Aaron Doral, abandonné sur Ragnar par les Coloniaux après que le Docteur Baltar l'a dénoncé comme agent Cylon et interrogé.

## La copie duGemenon Traveller
L'équipage croise de nouveau une copie de Conoy, apparemment caché à bord du Gemenon Traveller. Connaissant la capacité du modèle à mélanger le vrai et le faux pour désorienter les humains, Adama veut détruire cette copie. Cependant, Présidente Roslin outrepasse sa décision et demande que Conoy soit interrogé.
Le lieutenant Kara « Starbuck » Thrace est désignée pour mener l'interrogatoire de Conoy à bord du Gemenon Traveller. En l'espace de huit heures, Conoy démontre son habileté à confondre et mélanger vérité et mensonges : il prétend avoir placé une bombe nucléaire quelque part dans la flotte, mais refuse de révéler son emplacement. Son discours est un mélange de délire, d'analyse pénétrante de la philosophie coloniale et de renseignements exacts sur Starbuck. (De Chair et de sang)
Alors qu'elle recourt à la torture pour lui faire dire où est la bombe, Starbuck a soudain l'aperçu de la façon dont Leoben appréhende l'existence. Ce moment de communion est si fort que lorsque Roslin ordonne son exécution, Starbuck est capable de se mettre à sa place.
Avant sa mort, Conoy révèle qu'il n'existe pas de bombe et utilise une raison suggérée par Starbuck au début de son interrogatoire pour expliquer son mensonge : il est trop loin des centres d'influence cylon pour transmettre son esprit à un nouveau corps. Cependant, il révèle le véritable objet de sa mission lorsque la Présidente Roslin arrive à bord du Gemenon Traveller et il parvient à lui murmurer qu'Adama est en fait un cylon, plaçant un sérieux doute entre elle et Adama.
Maintenant convaincue du danger de garder Conoy vivant, Roslin ordonne qu'il soit éjecté du vaisseau par un conduit.
Un fait intéressant est que Roslin a eu une prémonition de Conoy apparaissant dans la flotte alors qu'elle faisait un rêve sur lui au moment où il a été capturé. Plus tard, dans sa cabine sur le Colonial Un, elle a une vision de Leoben lui demandant sa décision de venir le visiter en personne, lui permettant d'accomplir sa mission.
Au moment du rêve et de la vision, Roslin présuma que les deux résultaient de son utilisation de la chamalla, utilisée pour traiter son cancer. Mais les deux peuvent être le résultat de quelque forme de don psychique de la part de Conoy.
Au tout début de l'invasion cylonne de New Caprica, Leoben entre dans la tente de Kara Thrace et de Samuel Anders et demande à Anders, alité, où se trouve Thrace (Posez votre fardeau, 2e partie). Il enferme Thrace durant toute la durée de l'occupation dans un appartement en attendant qu'elle tombe amoureuse de lui, usant de pressions morales extrêmes. Il lui fait également croire que les cylons avait retiré certain de ses ovules quand elle était captive sur Caprica et qu'ils les ont fécondés, ainsi Leoben présente à Kara une petite fille qu'il prétend être leur fille a tous les deux. Petit à petit Kara s'attache à Leoben par l'intermédiaire de cet enfant qu'elle a fini par aimer, mais de retour sur le Galactica elle découvrira que tout cela était un mensonge et rendra l'enfant à sa mère légitime.
Plus tard lors de l'alliance de certain cylons (les numéros 2, 6 et 8) et des humains Leoben et Kara font même équipe sur des missions de reconnaissance et lors de la mission sur la terre de la 13e colonie cette dernière lui confie quelque chose qu'elle n'avait encore dite à personne. 
Bien que leur relation soit complexe et qu'au final Kara semble ne le considérer au mieux que comme un ami, Leoben semble sincèrement être amoureux d'elle.

## D'autres copies
Un Leoben ou deux sont vus en arrière-plan dans les scènes du parc et du café dans l'épisode Téléchargement ; cependant, c'est une doublure qui fait de la figuration, puisque Calum Keith Rennie n'était pas disponible pour cet épisode.